# Eschweilera parviflora
Eschweilera parviflora là một loài thực vật có hoa trong họ Lecythidaceae. Loài này được (Aubl.) Miers mô tả khoa học đầu tiên năm 1874.